# 노초
노초(路招, ? ~ ?)는 중국 후한 말의 무장이다.

## 생애
조조(曹操)를 섬겼다. 주령(朱靈)과 함께 자주 행동하였으며, 기록은 적으나 훌륭한 무장이었던 것으로 보인다.
건안(建安) 4년(199년), 조조는 유비(劉備)로 하여금 원술(袁術)를 토벌하도록 하여 노초와 주령을 원군으로 보냈다. 그러나 원술은 병들어 죽었고, 노초와 주령은 유비를 서주(徐州)에 남겨두고 돌아왔다.
건안 13년(208년), 조조가 형주(荊州)를 정벌할 때 사공연속주부(司空掾屬主簿) 조엄(趙儼)이 장릉태수(章陵太守)와 도독호군(都督護軍)을 겸임하였다. 이때 노초는 우금(于禁) · 장료(張遼) · 장합(張郃) · 주령 · 이전(李典)과 함께 조엄의 휘하에 배속되었다.
건안 17년(212년), 주령과 함께 행호군장군(行護軍將軍) 하후연(夏侯淵)의 휘하에 배속되어 장안(長安)에 주둔하였다. 이때 하후연군은 남산(南山)의 유웅(劉雄)을 격파하여 항복시켰고, 양흥(梁興)을 토벌하였다.

## 《삼국지연의》 속 노초
노소(路昭)라는 이름으로 등장한다.
사실(史實)대로 주령과 함께 유비의 원술 토벌을 도왔으며, 유비의 지시에 따라 군을 남긴 채로 주령과 함께 단둘이 돌아왔다. 이에 조조는 격노하여 그들을 죽이려 하였으나, 순욱이 간언하여 용서해 주었다.